# Caridina longicarpus
Caridina longicarpus е вид десетоного от семейство Atyidae.

## Разпространение
Видът е разпространен в Нова Каледония.